# Stranački predsjednik
Stranački predsjednik je vođa političke stranke. Naslov predsjednik stranke također može značiti funkcija glavnog na stranačkog odboru. Ovisno o zemlji i stranci, predsjednik se bira prema različitim procedurama/sustavima.
Ako stranka pobijedi na nacionalnim izborima, obično je predsjednik stranke taj koji se imenuje šefom vlade . Ako se vlada sastoji od koalicije stranaka, čelnik najveće stranke obično se imenuje na čelo vlade.